# Le Roi cyclope

Le Roi cyclope est une série de bande dessinée.
- Scénario, dessins et couleurs : Isabelle Dethan

Cette série est terminée.

## Albums
- Tome 1 : Le Puits des morts (1997)
- Tome 2 : Les Sept Frères (1998)
- Tome 3 : Griselda (1999)

- Édition intégrale (2001)  (ISBN 2-84055-699-5)

## Publication

### Éditeurs
- Delcourt (Collection Terres de Légendes) : Tomes 1 à 3 (première édition des tomes 1 à 3).